# Коледов, Павел Вячеславович
Па́вел Вячесла́вович Ко́ледов (род. 20 сентября 1994, Красноярск или Ачинск, Красноярский край) — российский хоккеист, защитник клуба КХЛ «Авангард».

## Биография
Мать — мастер спорта по легкой атлетике и по многоборью. Коледов родился в Красноярске, своим родным городом считает Ачинск, где провёл всё детство и начал заниматься хоккеем. Встал на коньки в четыре года, первые тренеры — Сергей Быхун и Олег Рыбин. В 9 лет переехал в Новосибирск. Первый тренер в «Сибири» — Александр Перебейнос, затем тренировался под руководством Владимира Ефремова.
В сезоне 2010/11 дебютировал в МХЛ в составе команды «Сибирские снайперы». На драфте юниоров КХЛ 2011 года был выбран под № 49 «Сибирью». В ноябре 2011 года перешёл в ярославский «Локомотив». Стал играть в МХЛ за «Локо» в сезоне 2012/13 также выступал в ВХЛ за «Локомотив ВХЛ». В декабре 2013 — январе 2014 провёл восемь матчей в КХЛ. 11 июля 2014 года был обменян в «Сочи» на денежную компенсацию. По окончании сезона 2014/15 был обменян обратно в «Локомотив». 17 августа 2018 подписал новый двухлетний контракт. Провёл три матча и 21 сентября был обменян в «Салават Юлаев» на Максима Осипова. По окончании сезона 2023/24 стал неограниченно свободным агентом и 2 мая подписал двухлетний контракт с «Авангардом».
Бронзовый призёр молодёжного чемпионата мира 2013 года.

## Статистика
В КХЛ сыграл 596 матчей, забросил 38 шайб, сделал 86 передач, набрал 199 минут штрафа, показатель полезности «+46».
В ВХЛ сыграл 40 матчей, забросил 1 шайбу, сделал 3 передачи, набрал 12 минут штрафа, показатель полезности «-3».
В МХЛ сыграл 111 матчей, забросил 12 шайб, сделал 26 передач, набрал 138 минут штрафа, показатель полезности «-1».